# Венок—Стефанос (художественная группа)
«Венок—Стефанос» — объединение художников на крайне левом фланге российской живописи начала XX века, получившее своё наименование по серии выставок с названиями «Стефанос», «Венок», «Венок—Стефанос», проведённых в ряде городов Российской империи в 1907 — 1910 годах. Объединение не имело устойчивого состава и определённой идейной программы, но группировалось при постоянном и ключевом участии братьев Владимира и Давида Бурлюка, сыграв заметную роль на раннем этапе формирования искусства русского авангарда. В разное время в ядро группы входили Михаил Ларионов, Наталья Гончарова, Аристарх Лентулов, Александра Экстер, Владимир Баранов-Россине. Ближайшими выставочными союзниками объединения вначале были представители «Голубой розы» и «Золотого руна», затем «Треугольника». Осенью 1910 года художники «Венка—Стефанос» приняли деятельное участие в организации выставки Бубновый валет и вошли в состав этого нового объединения.

## Первая выставка «Стефанос» (Москва)
Осенью 1907 года приехавший в Москву Давид Бурлюк познакомился с Михаилом Ларионовым, и они, несмотря на идейно-художественные расхождения, объединили усилия в деле организации выставки, в которой могли бы заявить о себе новые тенденции левой живописи. Ларионов использовал финансовые возможности своего нового партнёра, Бурлюк старался включить Ларионова и Наталью Гончарову в своё окружение. Тогда же Давид Бурлюк познакомился с Аристархом Лентуловым и Георгием Якуловым, которые также поддержали идею совместной выставки и приняли участие в её подготовке.

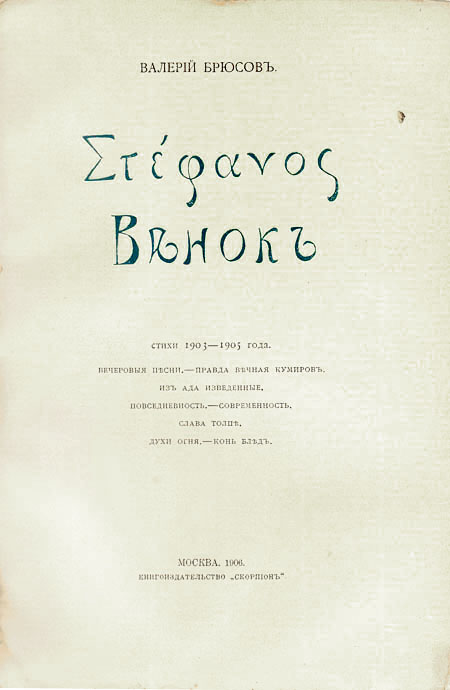
Титульный лист сборника «Στέφανος» (1905)

Однако половину экспонентов предстоящей выставки составили приглашённые Ларионовым художники «Голубой розы», с которыми ему предстояло следующей весной участвовать в масштабном русско-французском выставочном проекте Николая Рябушинского — «Салон Золотого руна». И название выставки, заимствованное из одноимённого сборника стихов Валерия Брюсова «Стефанос» (Στέφανος, в переводе с греческого означающее «Венок»), было связано не столько с авангардной группой Ларионова—Бурлюка, сколько с частью «голуборозовцев».
Выставка «Стефанос» проводилась в доме Строгановского училища на Мясницкой улице с 27 декабря 1907 по 2 февраля 1908 года. «Голубую розу» представляли: Анатолий Арапов, Пётр Бромирский, Владимир Дриттенпрейс, Иван Кнабе, Николай Крымов, Павел Кузнецов, Николай Сапунов, Сергей Судейкин, Пётр Уткин, Артур Фонвизин; более радикальное художественное крыло составляли: Михаил Ларионов, Наталья Гончарова, Владимир Бурлюк, Давид Бурлюк, Людмила Бурлюк, Аристарх Лентулов, Георгий Якулов, Василий Рождественский, Владимир Баранов-Россине; также в выставке приняли участие Зинаида Байкова, Анна Глаголева, Владимир Ковальциг, Михаил Кузнецов-Волжский (брат П. В. Кузнецова), Сергей Петров, Николай Ульянов, Леопольд Штюрцваге (Сюрваж), Александр Якулов.

## Две петербургские выставки «Венок» (весна 1908)
Критики в большей степени (в основном, негативно) отмечали на московской выставке «Стефанос» работы Бурлюков и Якулова; на их фоне картины не только «голуборозовцев», но и Ларионова с Гончаровой вызвали меньше интереса. Это послужило одной из причин последовавшего вскоре дистанцирования Ларионова от Бурлюков: он не пригласил их к совместному участию в «Салоне Золотого руна», при этом старался сохранить выставочные связи даже с теми «голуборозовцами», которые стремились выйти из круга Рябушинского. В свою очередь, братья Бурлюки, желая развить завоёванный в Москве успех, ещё до окончания выставки «Стефанос» в январе 1908 года приехали в Санкт-Петербург, где Лентулов познакомил их с Николаем Кульбиным, в то время дебютировавшим как организатор художественных выставок и объединений. «Н. И. Кульбин был в Питере для меня и брата Владимира исходным пунктом. Он был <…> базой наших операций по завоеванию города на Неве», — вспоминал впоследствии Давид Бурлюк.
Одним из результатов наметившегося размежевания экспонентов московского выставки «Стефанос» стали две петербургские выставки, в которых, под одинаковым названием «Венок», выступили представители двух её группировок.
Первая из них, устроенная Александром Гаушем и Сергеем Маковским, проходила с 22 марта по 27 апреля 1908 года (в доме графа Строганова, Невский проспект, 23), продолжала эстетическую тенденцию «Голубой розы» и объединяла московских и петербургских художников. Вместе с «голуборозовцами» (Пётр Бромирский, Павел Кузнецов, Алексндр Матвеев, Николай Милиоти, Мартирос Сарьян, Пётр Уткин, Николай Феофилактов, Артур Фонвизин) выставил несколько работ и Михаил Ларионов.
Накануне закрытия экспозиции «Венка» (с «голуборозовцами» и Ларионовым), в Пассаже (Невский пр. 48) открылась сборная выставка «Современные течения в искусстве», организованная Н. Кульбиным; в ней под названием «группа „Венок“» демонстрировали свои работы другие участники московской выставки «Стефанос»: Владимир, Давид и Людмила Бурлюки, Аристарх Лентулов, а также присоединившиеся к ним Александра Экстер и муж Людмилы Бурлюк скульптор Василий Кузнецов. Дмитрий Бурлюк обращался к Михаилу Ларионову и приглашал его участвовать в экспозиции «своего „Венка“» на выгодных условиях вместе с Натальей Гончаровой, Георгием Якуловым, Артуром Фонвизиным, однако Ларионов уклонился от этого предложения. В одном из других разделов выставки «Современные течения в искусстве» (25 мая — 28 апреля 1908 года) впервые заявила о себе группа Кульбина «Треугольник», с которой «Венок» Бурлюков впоследствии неоднократно кооперировался на сборных выставках.

## Киевская выставка «Звено» (осень 1908)
Идейно-художественные расхождения братьев Бурлюков и Ларионова не имели в то время принципиального характера, и в начале нового сезона 1908/1909 они вновь организовали совместную выставку, на этот раз в Киеве, задумав её ещё в марте, после того, как познакомились с киевлянкой Александрой Экстер. Но после весеннего противоборства двух одинаковых названий на этот раз наименование выставки не включало спорное слово «Венок»: его заменило близко звучащее — «Звено». Выставка проходила с 2 по 30 ноября 1908 года (Крещатик, 58), экспонировались: Владимир, Давид и Людмила Бурлюки, Михаил Ларионов и Наталья Гончарова, Аристарх Лентулов, Александра Экстер, Владимир Баранов-Россине, Пётр Бромирский, Артур Фонвизин, Александр Богомазов, Вадим Фалилеев, Мария Чемберс-Билибина, Константин Костенко, Вальтер Локкенберг, Анна Жеребцова, Юлия Тиморева-Попова, Эрна Детерс, Евгения Прибыльская, Агнесса Линдеман и др. На выставке вместе с каталогом зрители получали листовку с первой декларацией Давида Бурлюка «Голос импрессиониста в защиту живописи», в которой не только подчёркивалась западная ориентация молодых художников, но и совершался символический акт «отреченья от старого мира», к которому были отнесены не только передвижники, но и Левитан, Врубель, Серов, «мирискусники».

## Выставка «Венок—Стефанос» (Петербург, весна 1909)
Следующая выставка объединения проводилась под прежним названием «Венок—Стефанос» (18 марта — 12 апреля 1909 года, Невский пр., 68), она была малочисленна и ещё более радикальна. Помощь в её организации братьям Бурлюкам оказал один из руководителей журнала «Весна» Василий Каменский, нашедший помещение; средства на экспонирование внесли сами участники: братья Бурлюки, Аристарх Лентулов и Александр Гауш. Кроме них в выставке участвовали Александра Экстер и Владимир Баранов-Россине. Занимавший не столь радикальную позицию Николай Кульбин проводил почти в те же сроки выставку своей группы, но от совместного экспонирования отказался, так как киевская листовка Давида Бурлюка вызвала крайне негативную реакцию в петербургских художественных кругах.
Консервативная критика ожидаемо устроила разнос неопримитивизму художников группы «Венок—Стефанос»: «претенциозная безграмотность или полное безнравственное одичание» (Николай Брешко-Брешковский, «Биржевые ведомости», 27 марта), «безнадёжная, бездарная пачкотня» (Дубль-вэ, «Петербургский листок», 22 марта).
Более умеренная критика иронизировала, причём более всех над работами Владимира Бурлюка. Приводя якобы слова одного из участников выставки «…в данном случае художник и его ценители находятся в двух разных плоскостях. Стоит художнику подняться чуть-чуть выше, подскочить хотя бы на два вершка выше ординара, и ему уже кажется всё иным, и он уже непонятен. — Владимир Боцяновский отвечал: — Я лично склонен думать, что Влад. Бурлюк присел, опустился на два вершка, как это сделали и другие художники, обратившие свои взоры назад, повернувшие свои симпатии к археологии и примитиву». («Новая Русь», 24 марта). Константин Эрберг писал: «Владимир Бурлюк отпугивает, конечно, большую часть публики своими наскоро намазанными композициями дикаря. <…> Я боюсь, как бы не оказалось в конце концов, что дикарю формы, Владимиру Бурлюку, недостаёт той непосредственности и углублённости, какая возможна лишь при условии подлинной психологии дикаря. Боюсь, как бы не оказалось, что в данном случае дикарём формы быть ещё недостаточно: надо быть ещё и дикарём содержания». («Наша газета», 7 апреля).
Один из немногих, кто рассмотрел эту выставку серьёзным взглядом, был Александр Бенуа:

 «Относительно работ младшего Бурлюка, вызывающих наибольшие споры, я напомню пословицу: не любо — не слушай. Скажу, впрочем, что, как ни странны эти чудачества юного художника, как ни ясно выражено в них честолюбивое желание во что бы то ни стало обратить на себя внимание, это всё же произведения талантливого и незаурядного человека. Единственный коренной недостаток их — это расчётливость, рассудочность и вытекающая отсюда скука.
<…> Лентулов — прекрасный красочный дар. Не бросать грязью нужно в этого человека, а нужно ценить его ясный, радостный талант, его бодрое отношение к делу. Картины его поют красками и веселят душу. Многое в них сыро, многое ещё не выдержано в технике, и местами энергичный размах его живописи прерывается ученической работой и каким-то недоумением. Но иные из его картин и этюдов совсем живы, а приведённые недостатки со временем должны исчезнуть: Лентулов очень молод, а отношение его к искусству самое горячее.

Старший из братьев Бурлюков рядом с Лентуловым кажется чересчур методичным. Но сколько зато в нём пытливого всматривания. Картины его имеют в себе что-то тяжёлое, известковое. Но они полны большого чувств природы и своеобразно передают грандиозное уныние степного простора».— («Речь», 22 марта 1909 г.)

## Выставки группы «Венок» в начале сезона 1909/1910
Сезон 1909/1910 братья Бурлюки, как и в прошлом году, открыли в провинции: «Выставка картин импрессионистов группы „Венок“» проводилась в Херсоне (4—20 сентября 1909; Городская аудитория). Экспонировалось около 150 работ В. и Д. Бурлюков, А. Лентулова, В. Баранова-Россине, А. Кручёных и Некрасова. По окончании выставки часть работ Бурлюков и Лентулова были направлены В. А. Издебскому в Одессу, в состав готовящегося его первого интернационального «Салона» (открылся 4 декабря); параллельно «Венок» был представлен и на выставке «Импрессионисты» в Вильно, где братья Бурлюки и Баранов-Россине экспонировались совместно с группой Н. Кульбина «Треугольник» (26 декабря 1909 — 20 января 1910; бывшее помещение Государственного банка, Островоротная ул., 6).
Реакция критики на выступления «Венка» в Херсоне и Вильно была резко негативной, причем вильневский «Северо-Западный голос» отмечал более радикальный характер работ «Венка» в сравнении с «Треугольником»: «Выставка эта имеет два отдела 1) общество „Треугольник“ и 2) общество „Венок“; последний из них принадлежит к самым крайним современным течениям в живописи <…> Художники общества „Венок“ проповедуют полное отрицание техники и рисунка, художник свободен и должен творить так, как он хочет; природа у них фильтруется через „я“ художника и должна быть упрощена до детского понимания».

## Последние выставки группы «Венок—Стефанос» (весна—осень 1910)
Весной 1910 года в Санкт-Петербурге, параллельно первой выставке только что организованного общества «Союз молодёжи», в которой участвовали бывшие представители «Венка» (М. Ларионов, Н. Гончарова, А. Гауш), а также ряд художников, вышедших из кульбиновского «Треугольника», проводилась выставка «Импрессионисты» (19 марта — 14 апреля, Невский пр., 1), в которой совместно выступили группы «Треугольник» и «Венок—Стефанос». При этом в числе экспонентов от «Венка—Стефанос» были не только братья Бурлюки, их мать Л. И. Михневич (Бурлюк), А. Экстер, П. Коваленко, но и успевшие уже выйти из «Союза молодёжи» Е. Гуро и М. Матюшин, а также В. Каменский.
Критики отмечали много общего между обеими выставками левых художников, к наиболее радикальным из которых относили Ларионова и Гончарову в экспозиции «Союза молодёжи», и братьев Бурлюков в составе «Импрессионистов». И те, и другие фактически стояли на позициях крайнего неопримитивизма. Критик А. Ростиславов в статье «Свежие бури», полагая, что за кажущимся «одичанием», «примитивизмом» новых веяний в искусстве стоит «искренняя эмоциональность», писал:

 «На наших выставках выразителями этих веяний являются главным образом авторы картин в комнате „москвичей“ в „Союзе молодёжи“ и в отделе „Венок“ на „Выставке импрессионистов“, как раз те, которые дают особенный повод к бурным проявлениям негодования и смеха, которых особенно бранят невеждами и шарлатанами. А между тем наиболее выдающиеся из них М. Ларионов и Гончарова у „москвичей“, бр. Бурлюки в „Венке“ люди не только даровитые, а и умелые, преодолевающие старую школу, все её восприятия. Можно сколько угодно разводить руки перед их „чудачествами“, но нельзя не считаться с ними. М. Ларионов напр. в своё время, Д. Бурлюк наглядно показали, что они очень хорошо могут справляться с установившимися „понятными“ формами».— («Театр и искусство», 1910, № 14. 4 апреля. С. 2)
Очередное сближение идейных позиций этих двух лидеров крайне левого искусства выразилась и в поддержке М. Ларионовым листовки Д. Бурлюка «По поводу „художественных писем“ г-на Бенуа», которую распространяли на выставке «Импрессионисты», — он перепечатал эту листовку в журнале «Золотое руно». Д. Бурлюк, утративший к этому времени иллюзии в отношении А. Бенуа как защитника авангардистов, в этой полемической листовке не только высказал претензии в адрес маститого критика, но и сформулировал амбиции авангардистов:

«Эти все сумасшедшие, эти новые, идущие к „гибели“, не последние старого — а первые нового, — которых вы, не узнав, приняли за своих, считая весь мир только собой. <…> Уже близок тот момент, когда точно дифференцируются течения русской живописи».
В своем последнем выставочном выступлении, состоявшемся в том же году в Екатеринославе, группа «Венок» вновь, как и при первом своём появлении, была представлена совместным участием братьев Бурлюков и Ларионова с Гончаровой. Группа экспонировалась в составе «Областной южно-русской выставки» с 1 июля по 10 октября; в отделе «Венка» также были показаны работы Ильи Машкова, Николая Кульбина, Константина Дыдышко, Людмилы Шмит-Рыжовой, Людмилы Михневич (Бурлюк), П. Т. Коваленко.

## Комментарии
1. ↑  Ввиду того, что экспонироваться с новейшими французами во главе с Матиссом часть экспонентов «Голубой розы» затем отказалась, их участие в выставке с группой Ларионова—Бурлюка имело оттенок конфронтации с Рябушинским, вероятно, отразившейся и в названии «Стефанос» — по сборнику Брюсова, лидера журнала «Весы», оппонировавшего «Золотому руну», издававшемуся Рябушинским[8].
2. ↑  По мнению А. В. Крусанова, поддержка Александром Бенуа художников «Венка» была продиктована желанием ввести молодых талантливых художников в круг влияния «мирискусников» и тем самым укрепить позиции этого художественного лагеря, — но Дмитрий Бурлюк, не поняв этого мотива, воспринял поступок Бенуа как защиту левых художников и возлагал на него надежды как на «пропагандиста и интерпретатора авангарда». Менее чем через год эта иллюзия рухнула, «и разочарование в А. Бенуа послужило причиной неоднократных полемических выступлений против него Д. Бурлюка».[27]
3. ↑  Своим участием на херсонской выставке «Венок» Алексей Кручёных фактически завершил карьеру художника[29].
4. ↑  Выставка «Союз молодёжи» проходила с 8 марта по 11 апреля, Морская, 28[33].
5. ↑  Листовка Бурлюка вышла без подписи, и при перепечатке её авторство было ошибочно приписано С. Городецкому («Золотое руно», 1910, № 11/12. С. 93), но самим фактом её воспроизведения Ларионов выражал «принципиальное согласие с её содержанием»[37].